# Побережник американський
Побережник американський (Calidris virgata) — вид сивкоподібних птахів родини баранцевих (Scolopacidae).

## Поширення
Гніздиться в гірській тундрі північно-західної частини Північної Америки (Аляска і західний Юкон). Зимує на тихоокеанському узбережжі Американського континенту від південного сходу Аляски на південь до Магелланової протоки.

## Опис
Довжина тіла 23–26 см; маса тіла 133—251 г; розмах крил 55 см. У шлюбному оперенні має чорні лінії та плями на верхній частині тіла; каштанові плечі; на білому нижньому боці тіла видно чорні плями і лінії; живіт білий; дзьоб короткий, темний, жовтий біля основи нижньої щелепи. Ноги і ступні жовті, райдужка темно-коричнева. У зимовому оперенні голова, спина та груди коричнево-сірі; з боків видно темні плями, живіт білий. У польоті можна побачити білі смуги на крилах і білий хвіст.